# Longipalpus cottoni
Longipalpus cottoni är en skalbaggsart som beskrevs av Roger de Keyzer och Tatsuya Niisato 1989. Longipalpus cottoni ingår i släktet Longipalpus och familjen långhorningar. Inga underarter finns listade i Catalogue of Life.